# Ben Pattison
Ben Pattison (ur. 15 grudnia 2001 w Frimley) – brytyjski lekkoatleta reprezentujący Anglię. Specjalizuje się w biegach średniodystansowych, głównie na 800 metrów. Pattison jest srebrnym medalistą Mistrzostw Europy Juniorów w Lekkoatletyce 2019. Brązowy krążek zdobył na Igrzyskach Wspólnoty Narodów 2022, oraz mistrzostwach świata 2023. Wielokrotny medalista krajowych mistrzostw lekkoatletycznych.